# Rosso di bromofenolo
Il rosso di bromofenolo (o 3',3"-dibromofenolsolfonftaleina) è un indicatore.
A temperatura ambiente si presenta come un solido rosso-bruno dall'odore di fenolo.